# 瑟庫埃尼

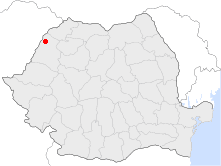

瑟庫埃尼是羅馬尼亞的城鎮，位於該國南部，距離首府奧拉迪亞42公里，由比霍爾縣負責管轄，面積151.4平方公里，海拔高度107米，2009年人口11,697，大多數居民是匈牙利人。
47°21′09″N 22°05′29″E / 47.3525°N 22.0914°E